# روت بای نورنبرگ
شهر روث بای نورنبرگ (به آلمانی: Roth bei Nürnberg) در ایالت بایرن در کشور آلمان واقع شده‌است.